# Cada Um com Seus Pobrema
Cada Um Com Seus Pobrema é uma peça de teatro brasileira, escrita e é interpretada por Marcelo Médici, sob direção de Ricardo Rathsam.
O ator interpreta nove personagens e surpreende com sua agilidade de mudar radicalmente de expressão e voz: empregada Cleusa; a vidente Mãe Jatira; Jonson, irmão do ator; o último mico leão dourado; o corintiano Sanderson, que vende chiclete na porta do teatro; a smurfete; a apresentadora infantil Tia Penha; a dona do teatro Yumi; e o ator.

## Enredo
O personagem central é um ator de teatro que ao desistir de fazer sua apresentação e começa a falar sobre sua própria vida. Surgem então os demais personagens, todos politicamente incorretos, comentando e criticando várias situações do cotidiano.